# Liên hoan phim quốc tế Berlin
Liên hoan phim Quốc tế Berlin (tiếng Đức: Internationale Filmfestspiele Berlin), thường được gọi là Berlinale, là liên hoan phim được tổ chức hàng năm tại Berlin, Đức. Được thành lập vào năm 1951 và ban đầu được tổ chức vào tháng 6, liên hoan phim được tổ chức vào tháng 2 hàng năm kể từ năm 1978 và là một trong những liên hoan phim "Big Three" của Châu Âu cùng với Liên hoan phim Venice được tổ chức tại Ý và Liên hoan phim Cannes được tổ chức tại Pháp. Hơn nữa, đây là một trong "Big Five", liên hoan phim uy tín nhất thế giới. Lễ hội thường xuyên thu hút hàng chục ngàn du khách mỗi năm.
Khoảng 400 bộ phim được chiếu tại nhiều địa điểm trên khắp Berlin, chủ yếu ở trong và xung quanh Potsdamer Platz. Chúng được trình chiếu thành chín phần thuộc nhiều thể loại điện ảnh, với khoảng 20 bộ phim tranh giải các giải thưởng cao nhất của liên hoan phim ở hạng mục Tranh giải. Các giải thưởng lớn, được gọi là Gấu Vàng và Gấu Bạc, được quyết định bởi ban giám khảo quốc tế, do một nhân vật điện ảnh nổi tiếng quốc tế chủ trì. Ban giám khảo này và các ban giám khảo chuyên ngành khác của Berlinale cũng trao nhiều giải thưởng khác, ngoài ra còn có các giải thưởng khác do các ban giám khảo và tổ chức độc lập trao tặng.
Thị trường Phim Châu Âu (EFM), một hội chợ thương mại điện ảnh được tổ chức đồng thời tại Berlinale, là một cuộc họp lớn trong ngành dành cho giới điện ảnh quốc tế. Hội chợ thương mại phục vụ các nhà phân phối, người mua phim, nhà sản xuất, nhà tài trợ và đại lý đồng sản xuất. Berlinale Talents , một chuỗi các bài giảng và hội thảo kéo dài một tuần, là nơi quy tụ các nhà làm phim trẻ được tổ chức với sự cộng tác của liên hoan phim.

## Lịch sử hình tình

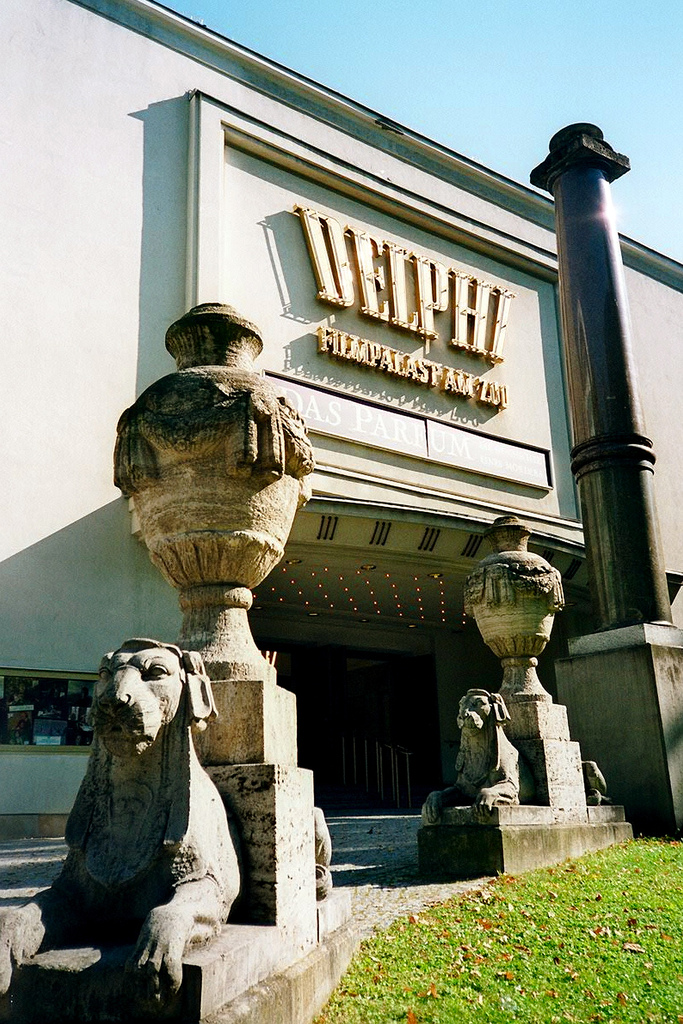
Delphi Filmpalast

### Liên hoan phim đầu tiên
Vào thời kỳ đỉnh điểm của Chiến tranh Lạnh năm 1950, Oscar Martay, nhân viên điện ảnh của Chi nhánh Dịch vụ Thông tin của Cao ủy Mỹ tại Đức đóng tại Berlin, đã đề xuất ý tưởng tổ chức một liên hoan phim ở Berlin. Đề xuất này được đưa ra thông qua một ủy ban, bao gồm các thành viên của Thượng viện Berlin và những người trong ngành điện ảnh Đức, vào ngày 9 tháng 10 năm 1950. Bằng những nỗ lực và ảnh hưởng của mình, chính quyền quân sự Mỹ đã được thuyết phục để hỗ trợ và cho vay trong những năm đầu tiên của Liên hoan phim quốc tế Berlin, bắt đầu vào tháng 6 năm 1951. Nhà sử học điện ảnh, Tiến sĩ Alfred Bauer là giám đốc đầu tiên của liên hoan phim, một chức vụ mà ông sẽ giữ cho đến năm 1976.
Rebecca của Alfred Hitchcock đã khai mạc lễ hội đầu tiên tại Titania-Palast ở Steglitz vào ngày 6 tháng 6 năm 1951. Lễ hội diễn ra từ ngày 6 đến ngày 17 tháng 6, với Waldbühne là một địa điểm tổ chức lễ hội khác.
Những người chiến thắng giải thưởng đầu tiên vào năm 1951 được xác định bởi một hội đồng Tây Đức và có năm người đoạt giải Gấu Vàng, được chia theo hạng mục và thể loại. Cô bé Lọ Lem, bộ phim đoạt giải Gấu vàng phim ca nhạc cũng đoạt giải khán giả.

### Những năm đầu và giải thưởng
FIAPF (Fédération Internationale des Associations de Producteurs de Films) đã cấm trao giải thưởng của ban giám khảo tại liên hoan phim, vì vậy từ năm 1952 đến năm 1955, người đoạt giải Gấu Vàng đều do khán giả quyết định. Năm 1956, FIAPF chính thức công nhận liên hoan phim và kể từ đó giải Gấu Vàng đã được ban giám khảo quốc tế trao giải.
Trong Chiến tranh Lạnh, một số bộ phim cũng được chiếu ở Đông Berlin, Bức tường Berlin mãi đến năm 1961 mới được dựng lên.
Năm 1957, Zoo Palast trở thành địa điểm chính tổ chức lễ hội và duy trì như vậy cho đến khi chuyển đến Potsdamer Platz vào năm 2000.

### 1970s
Liên hoan lần thứ 20 vào năm 1970 đã bị cắt ngắn và không trao giải thưởng sau những tranh cãi về việc chiếu bộ phim phản chiến ok của Michael Verhoeven. Ban giám khảo, đứng đầu là đạo diễn phim người Mỹ George Stevens, đã quyết định sau cuộc bỏ phiếu 7–2 để loại phim khỏi cuộc thi, biện minh cho quyết định của họ bằng cách trích dẫn hướng dẫn của FIAPF cho biết: "Tất cả các liên hoan phim nên góp phần hiểu rõ hơn giữa các dân tộc". Stevens tuyên bố rằng bộ phim kể về cảnh lính Mỹ hãm hiếp tập thể một phụ nữ Việt Nam trong Chiến tranh Việt Nam là chống Mỹ. Một thành viên ban giám khảo, Dušan Makavejev, đã phản đối biện pháp này, đứng lên bảo vệ bộ phim và ủng hộ Verhoeven và nhà sản xuất Rob Houwer. Verhoeven bảo vệ bộ phim của mình bằng cách tuyên bố như sau: "Tôi chưa làm phim chống Mỹ ... Phần lớn người dân Mỹ ngày nay phản đối chiến tranh ở Việt Nam". Các đạo diễn khác tham gia liên hoan phim đã rút phim để phản đối, ban giám khảo bị buộc tội kiểm duyệt và cuối cùng giải tán nên không có giải thưởng nào được trao và cuộc thi bị đình chỉ.
Vụ bê bối này đã gây ảnh hưởng lớn đến mức không rõ lễ hội có tiếp tục diễn ra vào năm sau hay không. Năm sau, liên hoan được tái thành lập và một Diễn đàn quốc tế mới về điện ảnh mới được thành lập.
Bauer được kế nhiệm bởi nhà báo điện ảnh Wolf Donner vào năm 1976, người đã ưu tiên cao hơn cho phim Đức. Sau Berlinale đầu tiên của mình vào tháng 6 năm 1977, Donner đã đàm phán thành công việc chuyển lễ hội từ tháng 6 sang tháng 2 (22 tháng 2 - 5 tháng 3 năm 1978), một sự thay đổi vẫn tồn tại kể từ đó.
Tại liên hoan phim lần thứ 28, đã chứng kiến ban giám khảo trao giải Gấu vàng cho Tây Ban Nha vì những đóng góp của nước này cho liên hoan phim hơn là một bộ phim cụ thể. Ba bộ phim Tây Ban Nha đã được trình chiếu tại liên hoan phim và giành chiến thắng là phim ngắn Ascensor do Tomás Muñoz đạo diễn và phim truyện La palabras de Max của Emilio Martínez Lázaro và Las truchas của José Luis García Sánchez. Liên hoan phim năm 1978 cũng chứng kiến sự khởi đầu của Thị trường phim châu Âu.

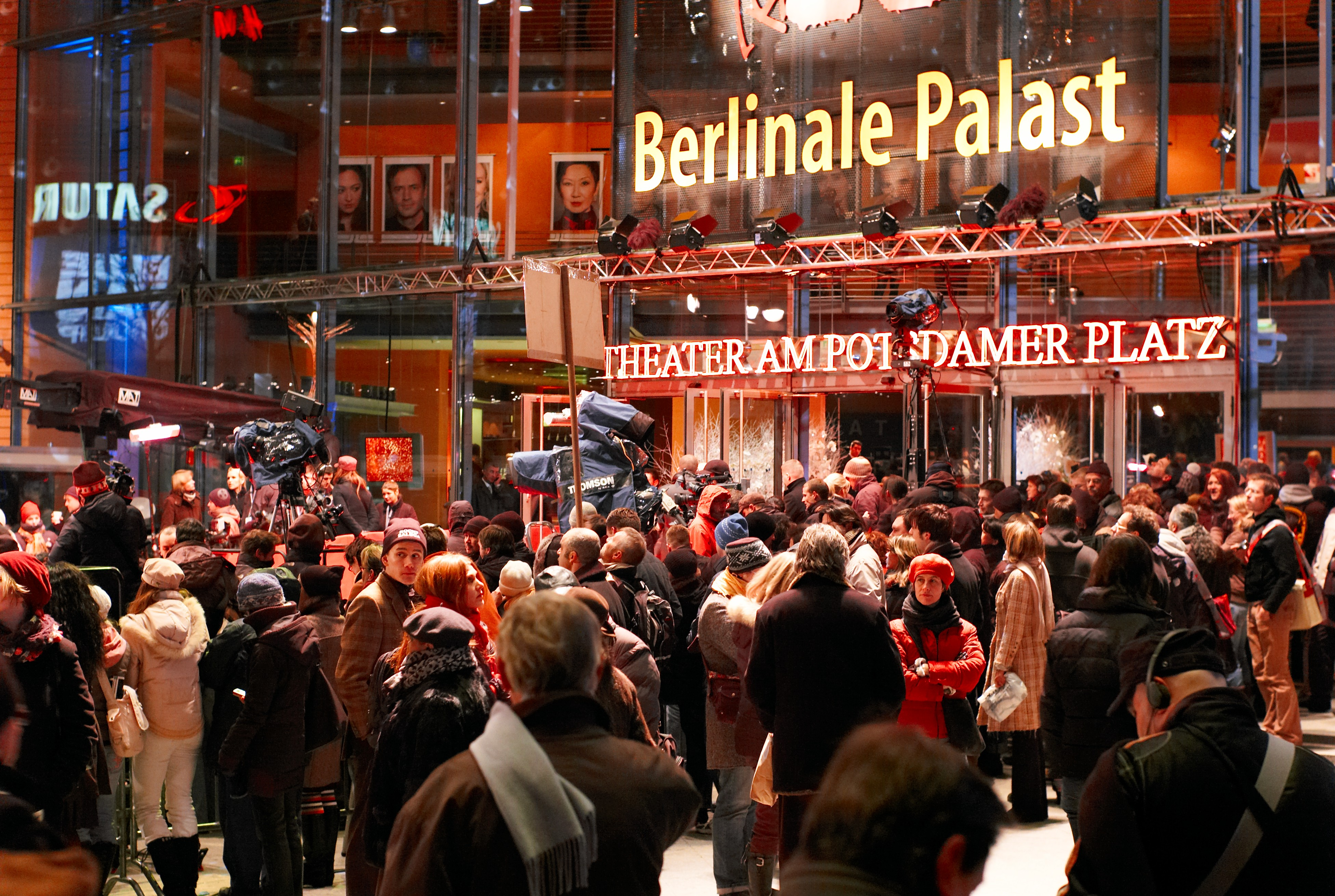
Berlinale Palast (aka Theater am Potsdamer Platz), main venue since 2000

### 1980–2000
Chỉ sau ba năm đảm nhận vai trò này, tiếp theo là Moritz de Hadeln , người giữ chức vụ này từ năm 1980 cho đến khi đạo diễn Dieter Kosslick tiếp quản vào năm 2001.

## Giải thưởng

A Golden Bear statue

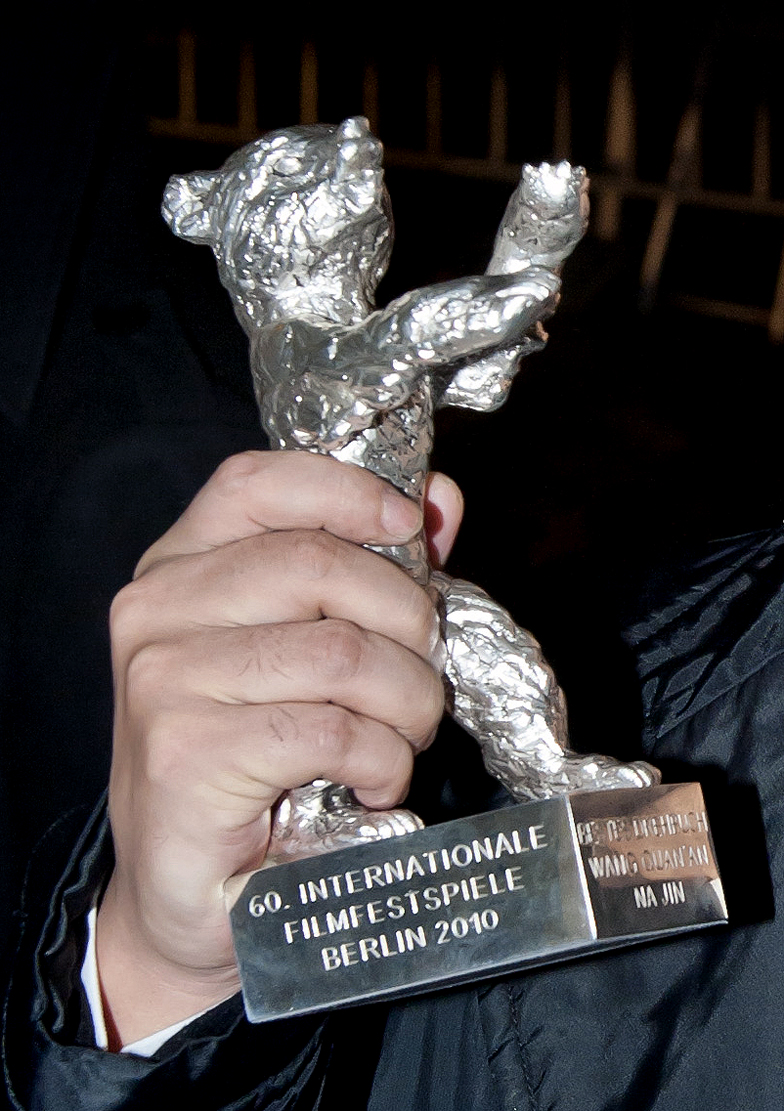
The Silver Bear statue

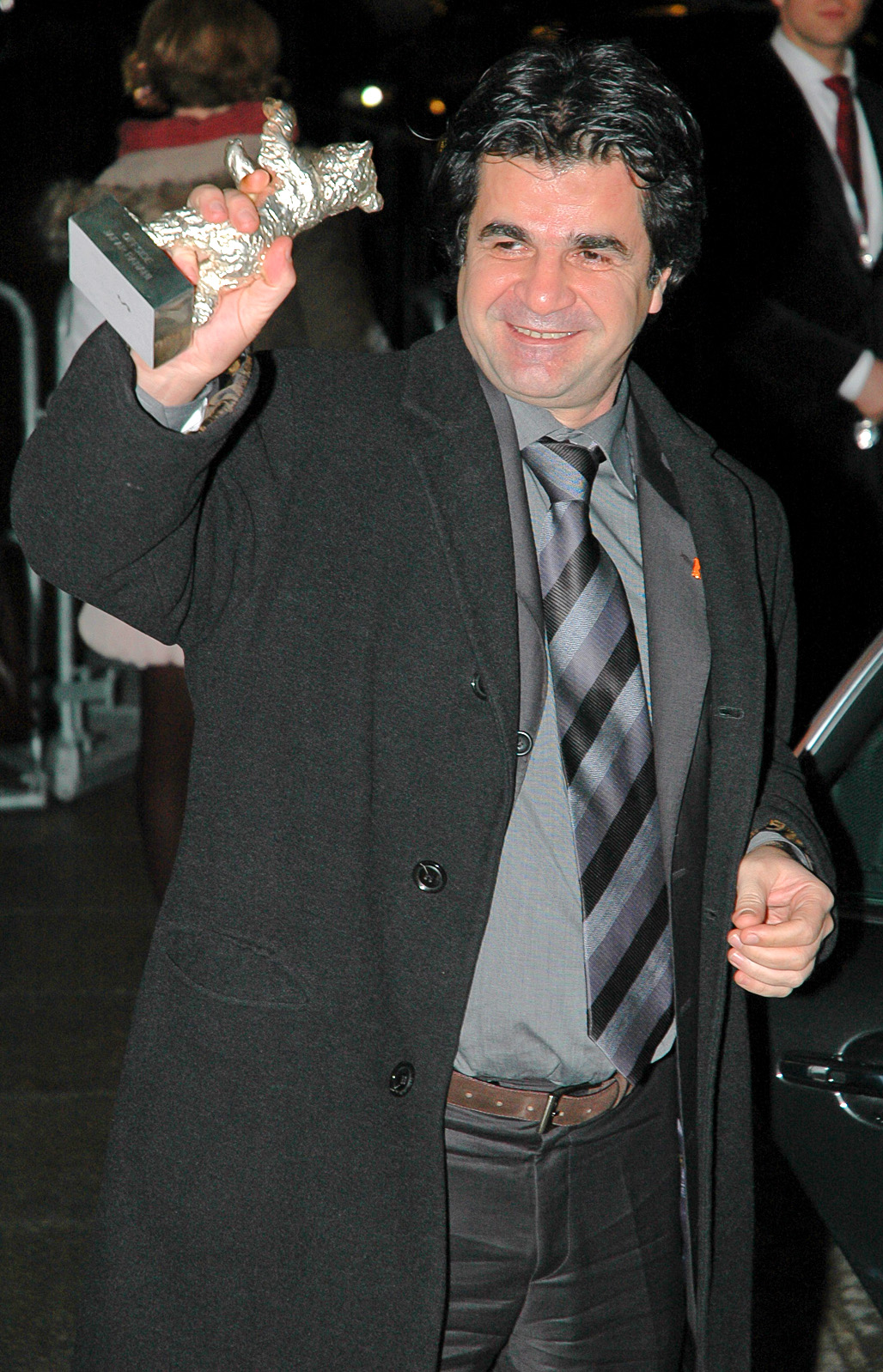
Jafar Panahi with Silver Bear, 2006

Gấu vàng (Goldener Bär) là giải thưởng cao nhất được trao cho phim hay nhất tại Liên hoan phim quốc tế Berlin. Trong năm đầu tiên ra mắt vào năm 1951, nó đã được ban giám khảo toàn người Đức trao giải cho bộ phim hay nhất ở mỗi hạng mục trong số năm hạng mục.
Từ năm 1952 đến năm 1955, giải Gấu vàng và Gấu bạc được trao do khán giả bình chọn, vì FIAPF đã xác định sau liên hoan phim đầu tiên rằng chỉ có Liên hoan phim Cannes và Venice mới được phép bổ nhiệm ban giám khảo chính thức. Một giải Gấu bạc (Silberner Bär) và một giải Gấu Berlin đồng, được xác định theo bình chọn của khán giả, cũng được trao giải từ năm 1952 đến năm 1955. Sau khi FIAPF ra phán quyết cho phép điều đó, một ban giám khảo quốc tế chính thức đã trao giải, đã xác định các giải thưởng từ năm 1956 trở đi, và trong cùng năm đó, Giải Gấu Vàng thứ hai đã được bổ sung cho phim ngắn hay nhất, cũng như hạng mục giải thưởng thứ hai, Giải Gấu Bạc, cho thành tích cá nhân trong diễn xuất hoặc đạo diễn. Năm 1965, giải Á quân cho Gấu Vàng được bổ sung.
Các bức tượng nhỏ được trao làm cúp dựa trên tượng Bär do nhà điêu khắc Renée Sintenis (1888–1965) tạo ra lần đầu tiên vào năm 1932. Con gấu, dựa trên quốc huy của Berlin và mô tả một con gấu đứng bằng hai chân sau với hai cánh tay giơ lên, đã trở thành phổ biến vào những năm 1930, mang lại sự giàu có cho Sintenis. Kể từ lần thứ 3 của lễ hội vào năm 1953, các bản sao của chú gấu đã được Noack Foundry sản xuất.

### Giải thưởng của ban giám khảo quốc tế
Các giải thưởng chính của lễ hội là những giải thưởng do ban giám khảo quốc tế trao tặng từ năm 1956, ngày nay bao gồm Gấu Vàng và nhiều Gấu Bạc khác nhau. Năm 1956, ngoài Gấu Vàng, còn có Gấu Bạc do ban giám khảo phim truyện quốc tế mới trao tặng cho đạo diễn xuất sắc nhất, nữ diễn viên chính xuất sắc nhất, nam diễn viên chính xuất sắc nhất, thành tích đơn xuất sắc nhất, đóng góp nghệ thuật xuất sắc và Giải Gấu Bạc Quốc tế.
Kể từ năm 2022, Giải Gấu Vàng cho Phim hay nhất được trao cho nhà sản xuất phim truyện hay nhất.
Tính đến năm 2022, các hạng mục giải thưởng Gấu Bạc là:
- Silver Bear Grand Jury Prize
- Gấu Bạc cho giải thưởng của ban giám khảo
- Gấu Bạc cho Phim ngắn hay nhất
- Gấu Bạc cho Đạo diễn xuất sắc nhất
- Gấu Bạc cho Nam diễn viên xuất sắc nhất
- Gấu Bạc cho Nữ diễn viên xuất sắc nhất
- Gấu Bạc cho Diễn xuất phụ xuất sắc nhất
- Gấu Bạc cho Kịch bản hay nhất
- Gấu Bạc cho Đóng góp nghệ thuật xuất sắc

### Các giải thưởng Berlinale khác
Giải Gấu vàng danh dự đã được trao cho thành tựu trọn đời kể từ năm 1982, khi nó được trao cho James Stewart. Nó được trao cho một người có sự nghiệp nghệ thuật đặc biệt và được trao cho khách mời danh dự của phần Tôn kính được điều hành từ năm 1977 bởi Berlinale vàDeutsche Kinemathek – Museum für Film und Fernsehen.
Giải thưởng dành cho phim ngắn được trao bởi một ban giám khảo phim ngắn quốc tế riêng biệt gồm ba nhà làm phim và nghệ sĩ. Tính đến năm 2022, giải thưởng phim ngắn là:
- Gấu vàng cho Phim ngắn hay nhất (từ 1956)
- Giải Gấu bạc của Ban giám khảo (Phim ngắn)
- Phim ngắn Berlin ứng cử viên cho Giải thưởng Điện ảnh Châu Âu

## Danh sách người thắng giải
- Berlinale Camera
- Honorary Golden Bear

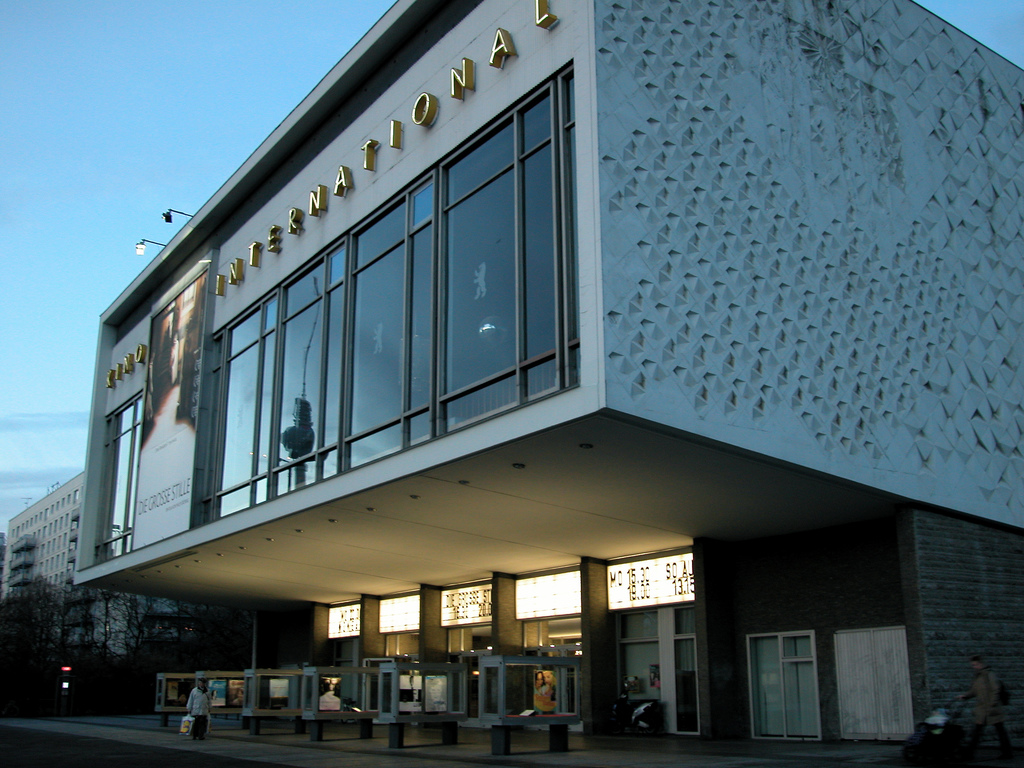
Kino International
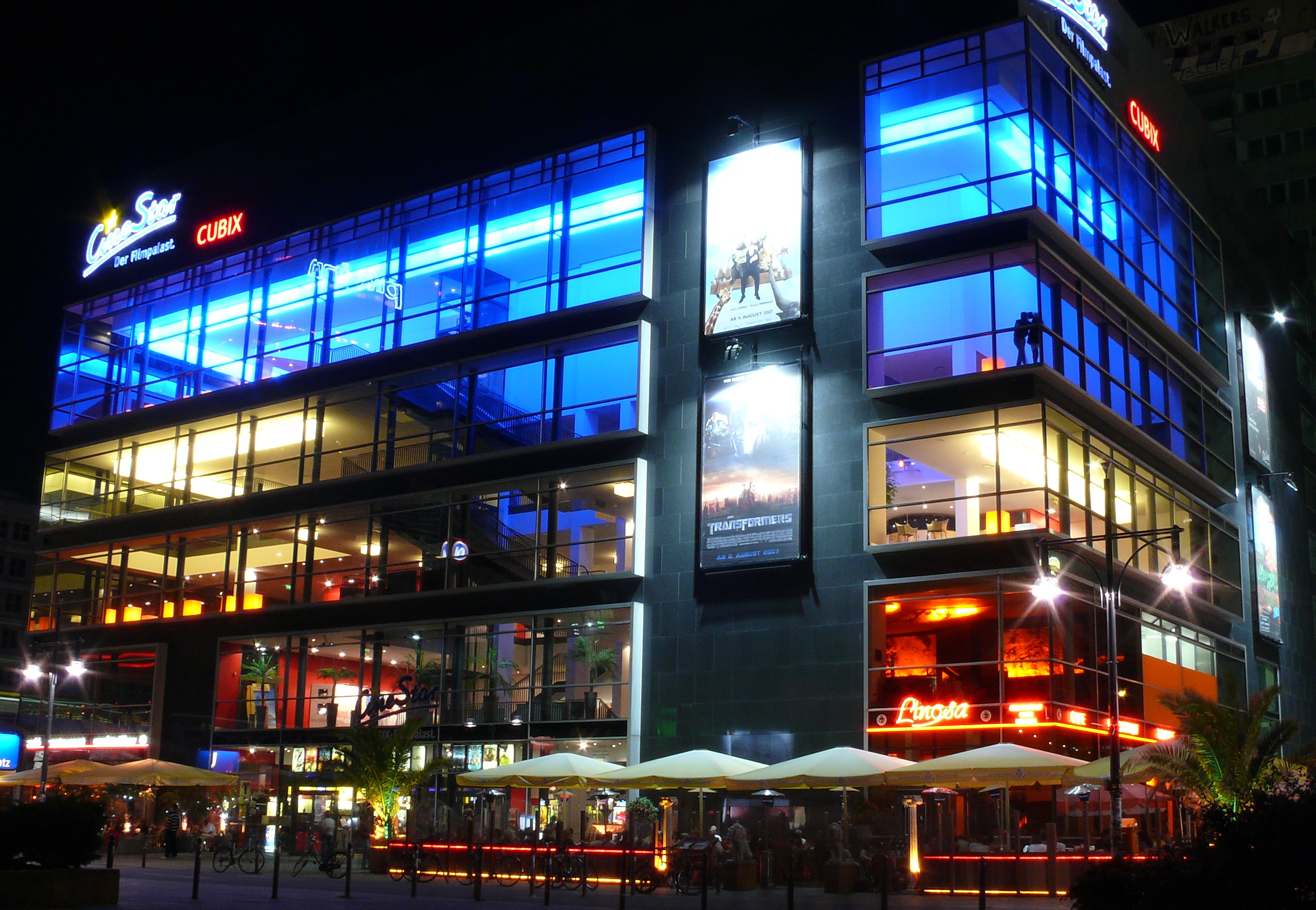
Cubix Kino
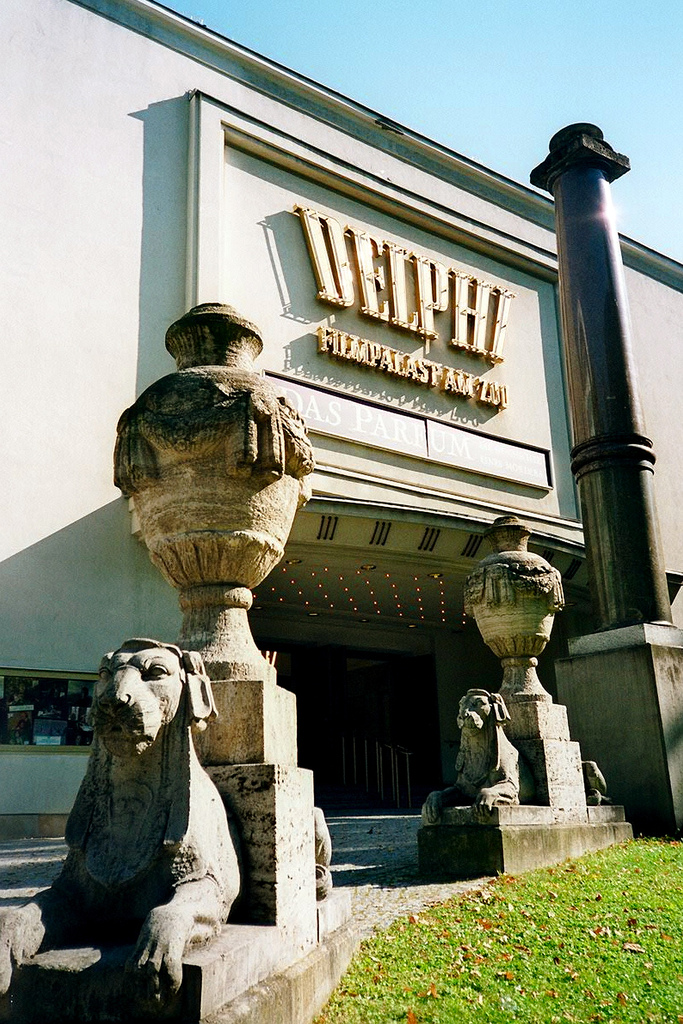
Delphi Filmpalast
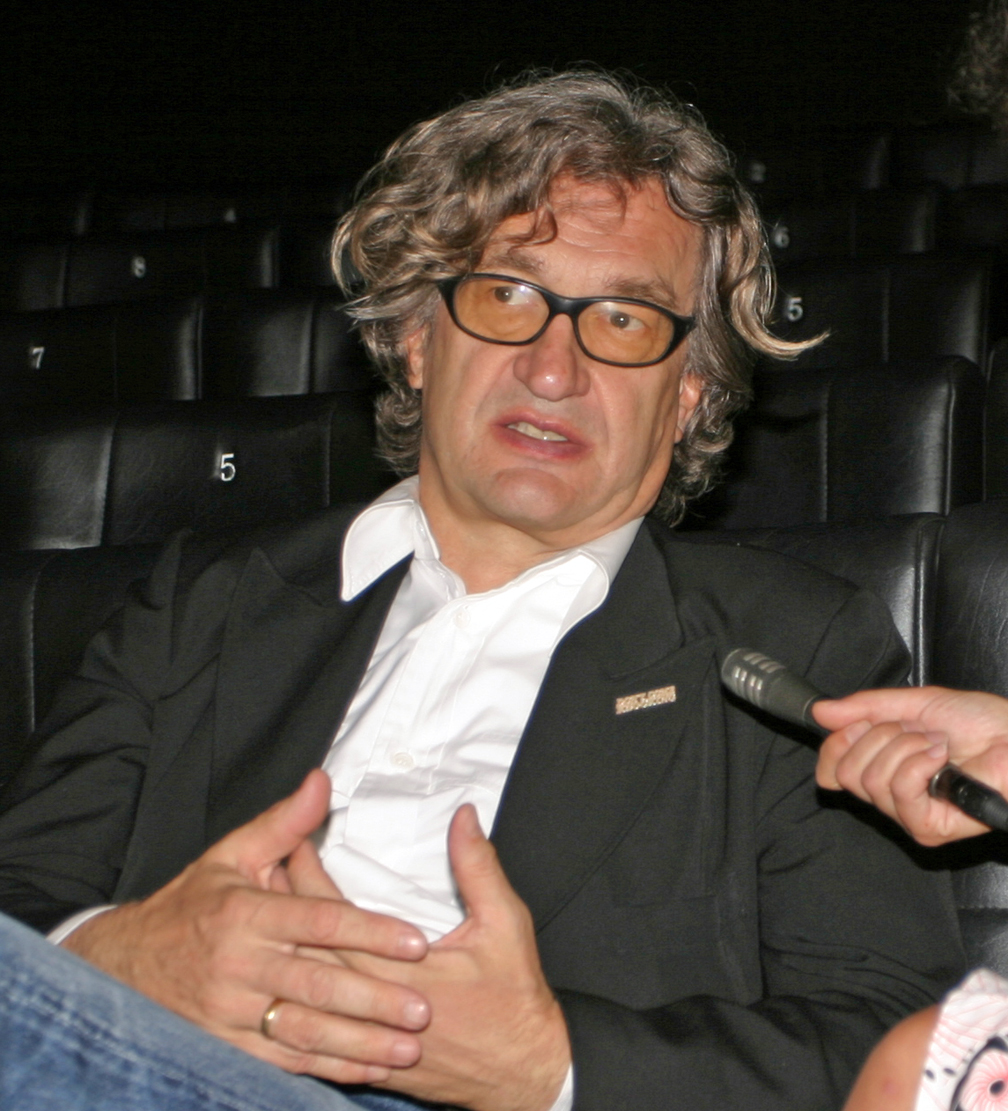
Wim Wenders
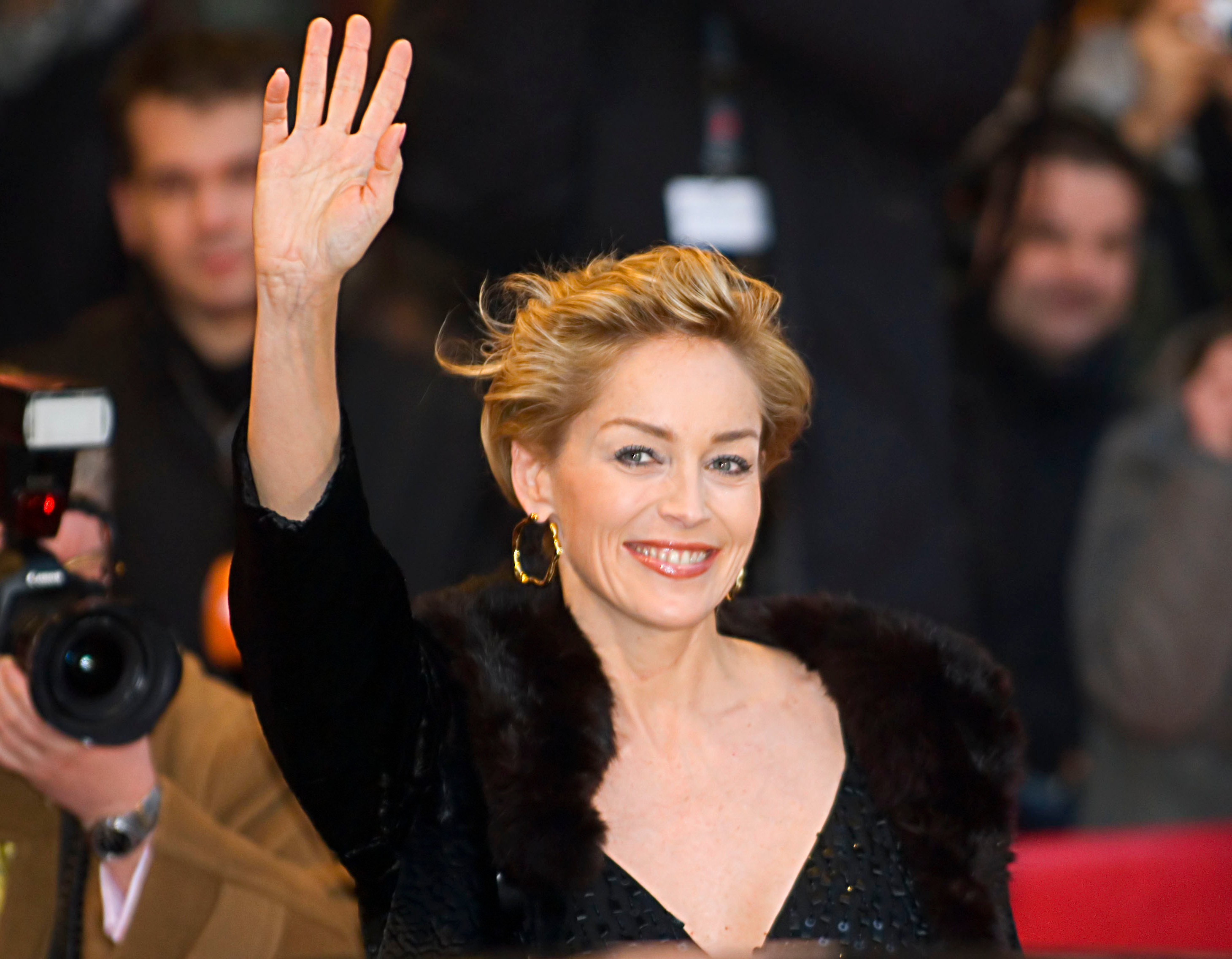
Sharon Stone

### Giải Con gấu vàng
| Năm  | Phim                                                           | Đạo diễn                   | Quốc gia                                   |
| ---- | -------------------------------------------------------------- | -------------------------- | ------------------------------------------ |
| 2020 | Sheytan vojud nadarad (Es gibt kein Böses)                     | Mohammad Rasulof           | Iran                                       |
| 2019 | Synonymes                                                      | Nadav Lapid                | Pháp, Israel, Đức                          |
| 2018 | Touch Me Not                                                   | Adina Pintilie             | Đức, România, Cộng hòa Séc, Bulgaria, Pháp |
| 2017 | Körper und Seele (Testről és lélekről)                         | Ildikó Enyedi              | Hungary                                    |
| 2016 | Seefeuer (Fuocoammare)                                         | Gianfranco Rosi            | Ý                                          |
| 2015 | Taxi (phim 2015)                                               | Jafar Panahi               | Iran                                       |
| 2014 | Feuerwerk am helllichten Tage                                  | Diao Yinan                 | Trung Quốc                                 |
| 2013 | Mutter & Sohn                                                  | Călin Peter Netzer         | România                                    |
| 2012 | Cesare deve morire (Caesar Must Die)                           | Paolo and Vittorio Taviani | Ý                                          |
| 2011 | Nader and Simin, A Separation                                  | Asghar Farhadi             | Iran                                       |
| 2010 | Honey (Bal)                                                    | Semih Kaplanoğlu           | Thổ Nhĩ Kỳ                                 |
| 2009 | The Milk of Sorrow (La teta asustada)                          | Claudia Llosa              | Perú                                       |
| 2008 | The Elite Squad (Tropa de Elite)                               | José Padilha               | Brasil                                     |
| 2007 | Tuya's Marriage (Tuya de hun shi)                              | Wang Quan'an               | Trung Quốc                                 |
| 2006 | Grbavica                                                       | Jasmila Žbanić             | Bosna và Hercegovina                       |
| 2005 | U-Carmen e-Khayelitsha                                         | Marc Dornford-May          | Cộng hoà Nam Phi                           |
| 2004 | Head-On                                                        | Fatih Akin                 | Đức/Thổ Nhĩ Kỳ                             |
| 2003 | In This World                                                  | Michael Winterbottom       | Anh                                        |
| 2002 | Spirited Away                                                  | Miyazaki Hayao             | Nhật Bản                                   |
| 2002 | Bloody Sunday                                                  | Paul Greengrass            | Anh/Ireland                                |
| 2001 | Intimacy                                                       | Patrice Chéreau            | Pháp                                       |
| 2000 | Magnolia                                                       | Paul Thomas Anderson       | Hoa Kỳ                                     |
| 1999 | The Thin Red Line                                              | Terrence Malick            | Hoa Kỳ                                     |
| 1998 | Central do Brasil                                              | Walter Salles              | Brasil                                     |
| 1997 | The People vs. Larry Flynt                                     | Miloš Forman               | Hoa Kỳ                                     |
| 1996 | Sense and Sensibility                                          | Ang Lee                    | Hoa Kỳ                                     |
| 1995 | Fresh Bait                                                     | Bertrand Tavernier         | Pháp                                       |
| 1994 | In the Name of the Father                                      | Jim Sheridan               | Anh/Ireland                                |
| 1993 | The Women from the Lake of Scented Souls                       | Xie Fei                    | Trung Quốc                                 |
| 1993 | The Wedding Banquet                                            | Ang Lee                    | Đài Loan                                   |
| 1992 | Grand Canyon                                                   | Lawrence Kasdan            | Hoa Kỳ                                     |
| 1991 | La Casa del sorriso                                            | Marco Ferreri              | Ý                                          |
| 1990 | Music Box                                                      | Costa-Gavras               | Hoa Kỳ                                     |
| 1990 | Larks on a String                                              | Jiri Menzel                | Tiệp Khắc                                  |
| 1989 | Rain Man                                                       | Barry Levinson             | Hoa Kỳ                                     |
| 1988 | Red Sorghum                                                    | Yimou Zhang                | Trung Quốc                                 |
| 1987 | Tema                                                           | Gleb Panfilov              | Xô Viết                                    |
| 1986 | Stammheim                                                      | Reinhard Hauff             | Tây Đức                                    |
| 1985 | Die Frau und der Fremde                                        | Rainer Simon               | Đông Đức                                   |
| 1985 | Wetherby                                                       | David Hare                 | Anh                                        |
| 1984 | Love Streams                                                   | John Cassavetes            | Hoa Kỳ                                     |
| 1983 | Ascendancy                                                     | Edward Bennett             | Anh                                        |
| 1983 | The Beehive                                                    | Mario Camus                | Tây Ban Nha                                |
| 1982 | Veronika Voss                                                  | Rainer Werner Fassbinder   | Tây Đức                                    |
| 1981 | Faster, Faster                                                 | Carlos Saura               | Tây Ban Nha                                |
| 1980 | Heartland                                                      | Richard Pearce             | Hoa Kỳ                                     |
| 1980 | Palermo or Wolfsburg                                           | Werner Schroeter           | Tây Đức                                    |
| 1979 | David                                                          | Peter Lilienthal           | Tây Đức                                    |
| 1978 | Trout                                                          | José Luis García Sánchez   | Tây Ban Nha                                |
| 1978 | What Max Said                                                  | Emilio Martínez Lázaro     | Tây Ban Nha                                |
| 1977 | Ascent                                                         | Larisa Shepitko            | Xô Viết                                    |
| 1976 | Buffalo Bill and the Indians, or Sitting Bull's History Lesson | Robert Altman              | Hoa Kỳ                                     |
| 1975 | Adoption                                                       | Márta Mészáros             | Hungary                                    |
| 1974 | The Apprenticeship of Duddy Kravitz                            | Ted Kotcheff               | Canada                                     |
| 1973 | Distant Thunder                                                | Satyajit Ray               | Ấn Độ                                      |
| 1972 | The Canterbury Tales                                           | Pier Paolo Pasolini        | Ý                                          |
| 1971 | The Garden of the Finzi-Continis                               | Vittorio De Sica           | Ý/Tây Đức                                  |
| 1970 | N/A                                                            | N/A                        | N/A                                        |
| 1969 | Rani Radovi                                                    | Zelimir Zilnik             | Nam Tư                                     |
| 1968 | Ole dole doff                                                  | Jan Troell                 | Thụy Điển                                  |
| 1967 | Le départ                                                      | Jerzy Skolimowski          | Bỉ                                         |
| 1966 | Cul-de-sac                                                     | Roman Polanski             | Anh                                        |
| 1965 | Alphaville                                                     | Jean-Luc Godard            | Pháp/Ý                                     |
| 1964 | Susuz Yaz                                                      | Ismail Metin               | Thổ Nhĩ Kỳ                                 |
| 1963 | Il Diavolo                                                     | Gian Luigi Polidoro        | Ý                                          |
| 1962 | A Kind of Loving                                               | John Schlesinger           | Anh                                        |
| 1961 | La notte                                                       | Michelangelo Antonioni     | Ý                                          |
| 1960 | El lazarillo de tormes                                         | César Ardavin              | Tây Ban Nha                                |
| 1959 | Les cousins                                                    | Claude Chabrol             | Pháp                                       |
| 1958 | Smultronstället                                                | Ingmar Bergman             | Thụy Điển                                  |
| 1957 | Twelve Angry Men                                               | Sidney Lumet               | Hoa Kỳ                                     |
| 1956 | Invitation To The Dance                                        | Gene Kelly                 | Hoa Kỳ                                     |
| 1955 | Die Ratten                                                     | Robert Siodmak             | Tây Đức                                    |
| 1954 | Hobson's Choice                                                | David Lean                 | Anh                                        |
| 1953 | Le salaire de la peur                                          | Henri-Georges Clouzot      | Pháp/Ý                                     |
| 1952 | Hon dansade en sommar                                          | Arne Mattsson              | Thụy Điển                                  |